# 雁金准一
雁金准一（日语：／ Karigane Junichi，1879年7月30日—1959年2月21日），日本围棋棋手。原为方圆社棋手，后改投本因坊秀荣门下。与田村保寿（后来的秀哉）争夺坊门掌门未果后自创棋正社，与坊门对立。雁金棋风硬朗，计算力超群，接触战力量极大，擅长治孤，有力战之雄与“看破千手无一漏”美名，大局观比秀哉略逊。雁金与秀哉在院社对抗赛中的大杀局被誉为“二十世纪三大杀局”之一。
1941年，與吳清源進行「十番棋」角逐。這次決鬥是應雁金的要求舉行的，由於吳當時只是七段，交手棋份應為先相先，但雁金表示，想與吳清源以分先對弈。但到第5局結束，吳清源4勝1負，遙遙領先。有關人士考慮到雁金先生的名聲與健康，決定將以後的對局全部終止。